# Erich Gerhold

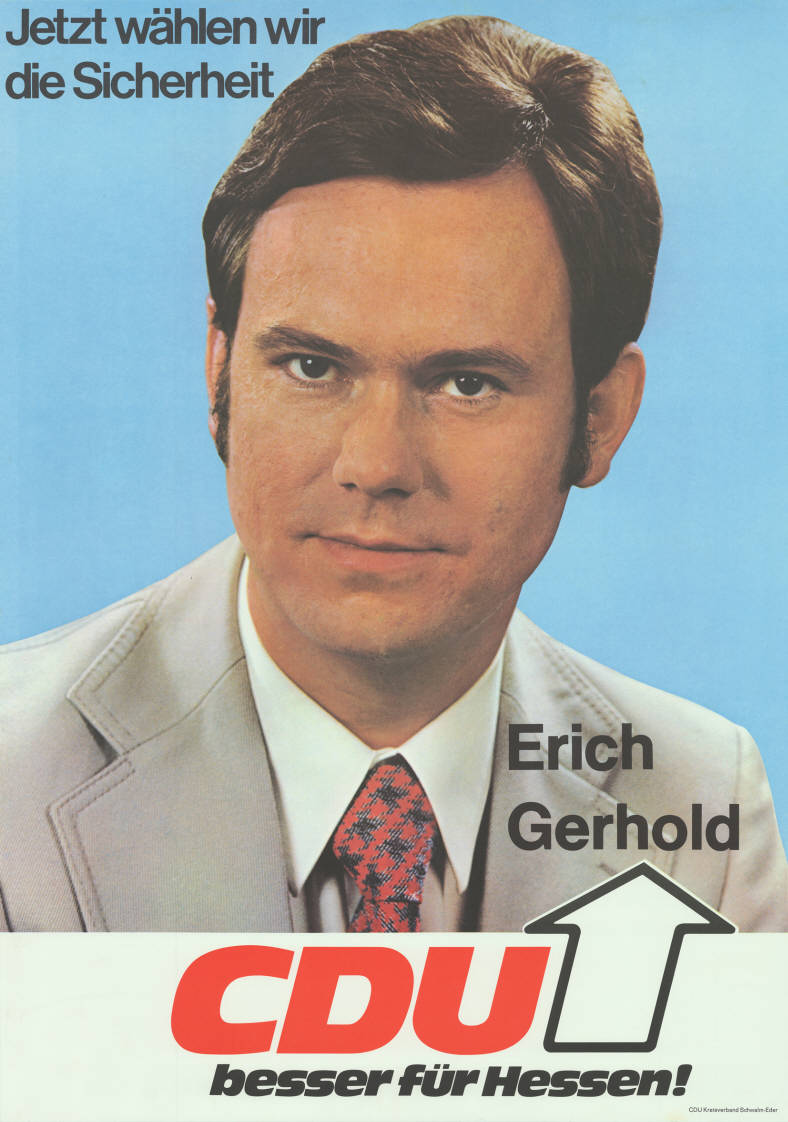
Erich Gerhold auf einem Wahlplakat zur Landtagswahl 1974

Erich Gerhold (* 18. Dezember 1944 in Bad Wildungen; † 4. April 2020) war ein deutscher Politiker (CDU) und Abgeordneter des Hessischen Landtags.

## Ausbildung und Beruf
Gerhold studierte nach dem Abitur an der Albert-Schweitzer-Schule in Kassel 1965 Rechtswissenschaften an der Universität Marburg. Nach dem zweiten Staatsexamen arbeitete er zunächst beim Hauptverband der gewerblichen Berufsgenossenschaften in Bonn, bevor er 1983 Richter am Sozialgericht Kassel wurde. Er war verwitwet und hatte zwei Kinder.

## Politik
Gerhold war seit frühster Jugend an politisch aktiv. Er war hessischer Landesschülersprecher, Landesvorsitzender des RCDS Hessen und AStA-Vorsitzender an der Universität Marburg. Er war Mitglied der CDU und war dort unter anderem Kreisvorsitzender des CDU im Landkreis Fritzlar-Homberg (1970–1973) und nach der Gebietsreform in Hessen des Schwalm-Eder-Kreises (1973–1974). Vom 11. März 1981 bis zum 30. November 1982 war er als Nachrücker für Wolf-Dieter Firnhaber Mitglied des hessischen Landtags.

## Belege
1. ↑  Traueranzeigen Erich Gerhold. Abgerufen am 24. November 2020.

| Personendaten    | Personendaten                  |
| ---------------- | ------------------------------ |
| NAME             | Gerhold, Erich                 |
| KURZBESCHREIBUNG | deutscher Politiker (CDU), MdL |
| GEBURTSDATUM     | 18. Dezember 1944              |
| GEBURTSORT       | Bad Wildungen                  |
| STERBEDATUM      | 4. April 2020                  |